# غافين ميلار
غافين ميلار (بالإنجليزية: Gavin Millar)‏ مواليد 11 يناير 1938 في كلايدبانك، اسكتلندا، هو مخرج وناقد ومذيع تلفزيوني اسكتلندي بدأ مسيرته الفنية عام 1967.

## الأعمال
- 1992: مذكرات الشاب إنديانا جونز

## وصلات خارجية
- غافين ميلار على موقع IMDb (الإنجليزية)
- غافين ميلار على موقع ميتاكريتيك (الإنجليزية)
- غافين ميلار على موقع روتن توميتوز (الإنجليزية)
- غافين ميلار على موقع روتن توميتوز (الإنجليزية)
- غافين ميلار على موقع ألو سيني (الفرنسية)
- غافين ميلار على موقع أول موفي (الإنجليزية)
- غافين ميلار على موقع قاعدة بيانات الأفلام السويدية (السويدية)
- غافين ميلار على موقع قاعدة بيانات الفيلم (الإنجليزية)
- غافين ميلار على موقع كينوبويسك (الروسية)